# Austuriens
Les Austuriens sont une tribu berbère nomade antique, faisant partie des Zénètes. Décrits comme « féroces », ils vivaient de pastoralisme extensif, de commerce du sel, en se louant comme mercenaires, mais aussi de razzias occasionnelles sur la province de Tripoli du Bas-Empire romain au IVe siècle.

## Histoire
Les Austuriens sont connus par les auteurs gréco-latins du Bas Empire sous divers noms comme Auxoriens dans Philostorge, Ausuriens dans Synèse, Austuriani dans Ammien Marcellin, ou encore Urciliens, Austoriani, Astur, Austur, Auxuriani. La graphie « Austuriani » ou Austuriens est la plus fréquente. Les Austuriens sont cités dans les textes en compagnie d'un autre peuple : les Laguatans. D'après les travaux de Yves Modéran, il semble que ces deux populations soient, en fait, deux tribus sœurs issues d'un même peuple. Connus depuis le milieu du IIIe siècle, c'est surtout au cours des deux siècles suivants que les Austuriens vont acquérir leur renommée. On les décrit comme des nomades pillards éleveurs de dromadaires. C'est d'ailleurs à cette période que les ossements de dromadaire deviennent plus fréquents que ceux de cheval dans les sites archéologiques, ce qui est peut-être corrélé à une accentuation du climat désertique.
Les Austuriens sont identifiés comme un groupe issu du peuple des Nasamons, par ailleurs bien connu des sources gréco-latines depuis Hérodote (Ve siècle av. J.-C.). Ces nomades établis aux bords de la Grande Syrte ont fréquemment troublé l'autorité romaine (en 19 av. J.-C., 6 ap. J.-C. et enfin en 80). À cette époque, ils semblent définitivement vaincus ; on parle même d'anéantissement. Cependant, il semble plausible que le peuple des Nasamons ait éclaté et que certains de ses groupes se soient retirés dans les oasis d'Augila. 
C'est à partir de ce moment que les Laguatans et Austuriens auraient peu à peu intensifié leurs raids sur les provinces romaines de Cyrénaïque et d'Afrique peut-être dès la fin du IIIe siècle. Les provinces de Tripoli et Leptis Magna furent ravagés vers 360. 
Au début du VIe siècle, sous le règne de Justinien Ier, Laguatans et Austuriens apparaissent à la tête d'un rassemblement important de diverses tribus de Tripolitaine, intégrées comme fédérés à l'espace du Limes ou à l'intérieur même de la province. L'historien grec Procope et le poète romano-africain Corippe se font alors l'écho des dévastations commises par ces nomades affamés qui tiennent un rôle important dans les divers soulèvements des Maures à l'époque de l'Empire romain d'orient.
Ces nomades polythéïstes adoraient Agurzil, Dieu-taureau de la guerre, emblème des Laguatans, "fils du dieu Ammon et d'une génisse farouche". Il était adoré par tous les peuples Maures de la Libye actuelle. Ghirza semble être d'ailleurs son principal lieu de culte.